# ロリータの温度
『ロリータの温度』（ロリータのおんど）は、ロリータ℃のアルバム。2001年8月29日にキングレコードから発売された。

## 概要
2000年にWOWOWで放映されたドラマ『多重人格探偵サイコ/雨宮一彦の帰還』のサウンドトラックアルバムである。
全編にわたって白倉由美がプロデューサー・作詞を、後藤次利が作曲を務めている（2曲目「Strange New World (LOLITA℃ Version)」を除く）。
「多重人格探偵サイコ/雨宮一彦の帰還」では挿入歌やエンディングテーマとして使われ、重要な役割を果たした。
「ルーシー・モノストーン」のカバーソング及びアレンジソングが収録されているほか、白倉由美が過去にプロデュースした楽曲のアレンジソングも収録されている。

## 収録曲
1. STRANGE WISH [4:33]
作詞：白倉由美×作曲：後藤次利（原曲：ルーシー・モノストーン）
  - ルーシー・モノストーンの楽曲「Strange New World」のアレンジソング。
2. Strange New World (LOLITA℃ Version) [4:42]
作詞・原曲：ルーシー・モノストーン×作曲：後藤次利
  - ルーシー・モノストーンの楽曲「Strange New World」のカバーソング。
  - ドラマの放映開始に併せて発売された販売されたルーシー・モノストーンのCDにも収録されている[1]。
3. ヨハネの手紙 [4:32]
作詞：白倉由美×作曲：後藤次利
4. 世界が文学ならいいのに [6:00]
作詞：白倉由美×作曲：後藤次利
5. うしなう [6:11]
作詞：白倉由美×作曲：後藤次利
6. 福音のメッセージ [5:54]
作詞：白倉由美×作曲：後藤次利
7. Trust No One [4:18]
作曲：後藤次利
  - インストゥルメンタル曲。男女の「Trust No One」という声のみが曲に合わせ流れる。
8. 葡萄姫 [4:32]
作詞：白倉由美×作曲：後藤次利
  - ある少女の物語を朗読した楽曲。
9. A sweet kidnapper that here and gone [5:20]
作詞：白倉由美×作曲：後藤次利
  - タイトルの日本語訳は「昔ここにいた優しい人さらい」。
10. 幸福な無名時代 (Love Version) [4:14]
作詞：白倉由美×作曲：後藤次利（原曲：ルーシー・モノストーン）
  - ルーシー・モノストーンの楽曲「I Can Hear The Sirens Singing Again」のアレンジソング。
  - タイトルはS-nery歌唱による「幸福な無名時代」（アルバム「白倉由美作品集ベストセレクションシリーズ VOL.1 S-neryベスト盤「夢からさめない」」収録）から来ている。
11. ラジオ・キッス (Sweet Version) [5:24]
作詞：白倉由美×作曲：後藤次利
  - タイトルはS-nery歌唱による「Radio Kiss」（アルバム「白倉由美作品集ベストセレクションシリーズ VOL.1 S-neryベスト盤「夢からさめない」」収録）から来ている。
12. 君を守るために僕は夢を見る (MPD Version) [4:58]
作詞：白倉由美×作曲：後藤次利
  - タイトルは氷上恭子歌唱による「君を守るために僕は夢を見る」（アルバム「unmoral」収録）のから来ている。
  - 平野綾のアルバム「FRAGMENTS」の初回限定盤特典にてボーナストラックとしてセルフカバーバージョンが収録されている[2]。

## 備考
- 仮想現実美少女、ロリータ℃のオリジナル・アルバムの体裁をとっているが、実際は平野綾をはじめとした複数人の少女や、河合その子が歌唱している。
- 初回プレス封入特典として、サイコトレーディングカードNo.118が同梱されている。
- プラスチックスリーブに梱包されており、「MPD PSYCHO」と書かれている。
- 「ロリータの温度」の英訳は「the temperature of LOLITA」（ジャケットより）。
- ジャケットは球体関節人形に少女（平野綾）が投影されたものとなっているが、この少女は書籍「ロリータの温度」の表紙にもなっている。